# Skrajna Jaworowa Turnia
Skrajna Jaworowa Turnia (słow. Predná Javorova veža, niem. Nordwestlicher Javorovaturm, węg. Északnyugati Javorovatorony) – wybitna turnia o wysokości 2222 m n.p.m. w słowackich Tatrach Wysokich. Jest jedną z pięciu Jaworowych Turni znajdujących się w Jaworowej Grani odchodzącej na północny zachód od Małego Jaworowego Szczytu. Leży pomiędzy Żabim Wierchem Jaworowym oddzielonym Skrajną Jaworową Przełęczą a Jaworowym Rogiem oddzielonym Skrajną Rogową Przełęczą, Rogową Granią i Pośrednią Rogową Przełęczą.
Skrajna Jaworowa Turnia jest najbardziej na północ wysuniętą turnią z masywu Jaworowych Turni. Nieco poniżej jej wierzchołka znajduje się niewielkie wcięcie w grani zwane Jaworowym Karbem. Pomiędzy nim a Skrajną Rogową Przełęczą położone są Jaworowe Czuby.
Dawniej Skrajna Turnia Jaworowa zwana była Przednią lub Północno-Zachodnią Jaworową Turnią. Obie nazwy wiązały się z jej umiejscowieniem w grani.

## Historia
Pierwsze wejścia turystyczne:
- Karol Englisch i Adolf Kamiński, 1 sierpnia 1902 r. – letnie,
- Jadwiga Pierzchalanka i Jerzy Pierzchała, 24 marca 1936 r. – zimowe.